# Fläcknäbbad pelikan
Fläcknäbbad pelikan (Pelecanus philippensis) är en asiatisk fågel i familjen pelikaner inom ordningen pelikanfåglar. Den var tidigare vanlig i stora delar av södra Asien, men har minskat kraftigt. IUCN kategoriserar den som nära hotad. 

## Utseende
Fläcknäbbad pelikan är en relativt liten (127-140 centimeter) och smutsgrå pelikan med fläckad näbb och näbbsäck. Den tufsiga nacken och bakre delen av huvudet är sotfärgad, tygeln är blåaktig, övre delen av näbben är rosafärgad och i flykten underifrån syns, till skillnad från den mycket större arten vit pelikan, bleka vingpennor.

## Utbredning
Fläcknäbbad pelikan förekommer i låglänta områden från Indien till Sydostasien. Idag tros den endast häcka i Indien, Sri Lanka och Kambodja, möjligen även i Thailand. Tidigare förekom den i Filippinerna där den numera är utdöd, liksom i Bangladesh.

## Systematik
Arten är systerart till krushuvad pelikan (Pelecanus crispus). Arten behandlas som monotypisk, det vill säga att den inte delas in i några underarter.

## Levnadssätt
Fågeln bebor olika typer av våtmarker, både naturliga och av människan skapade. Den häckar i kolonier i akaciabuskar, höga träd och palmer, och födosöker på öppet vatten huvudsakligen efter fisk.

## Status och hot
Fläcknäbbad pelikan var tidigare vanlig i stora delar av Asien men har minskat mycket kraftigt på många håll. Tack vare ökad kunskap och skydd har den visats sig vanligare än man tidigare trott. Från en uppskattning av minsta antal på 5 000–10 000 fåglar 2002 tror man nu att beståndet minst består av 13 000–18 000 individer. Arten kategoriseras därför av internationella naturvårdsunionen IUCN sedan 2007 som nära hotad från att tidigare ha behandlats som sårbar.
En viktig faktor i att arten minskade kraftigt var när häckningskolonin i Sittangdalen i Myanmar kraschade till följd av avverkning. Fortfarande hotas den av att dess häckningsträd fälls, men också invasiva växter i våtmarker där den födosöker, jakt och insamling av ägg.

## Namn
Fågelns vetenskapliga artnamn poliocephala betyder "från Filippinerna".

## Bilder

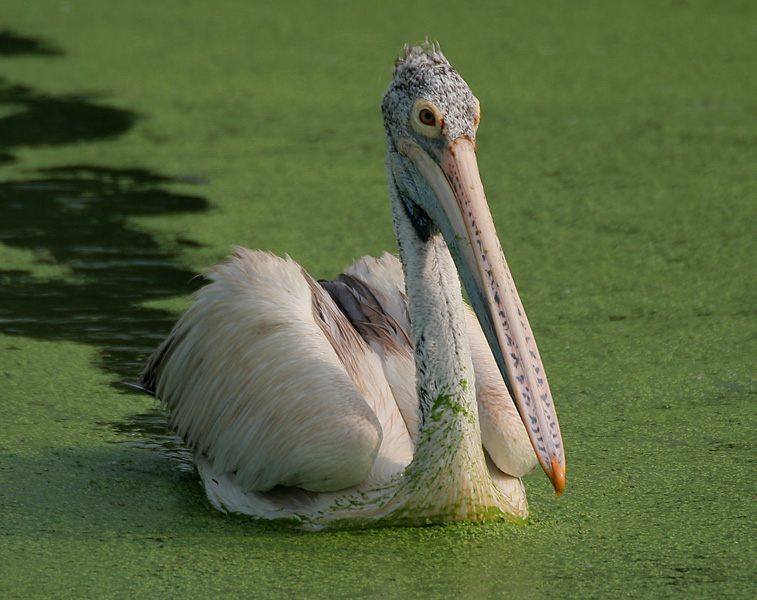
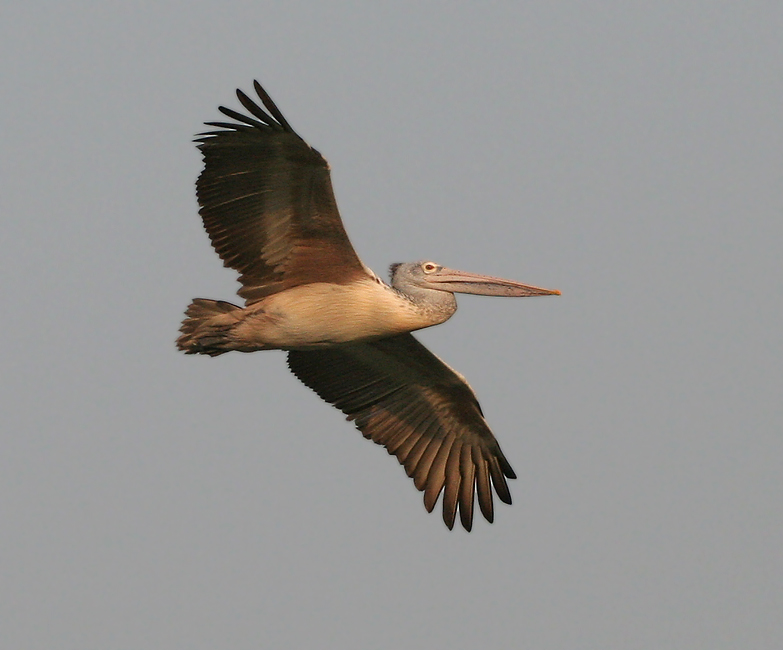
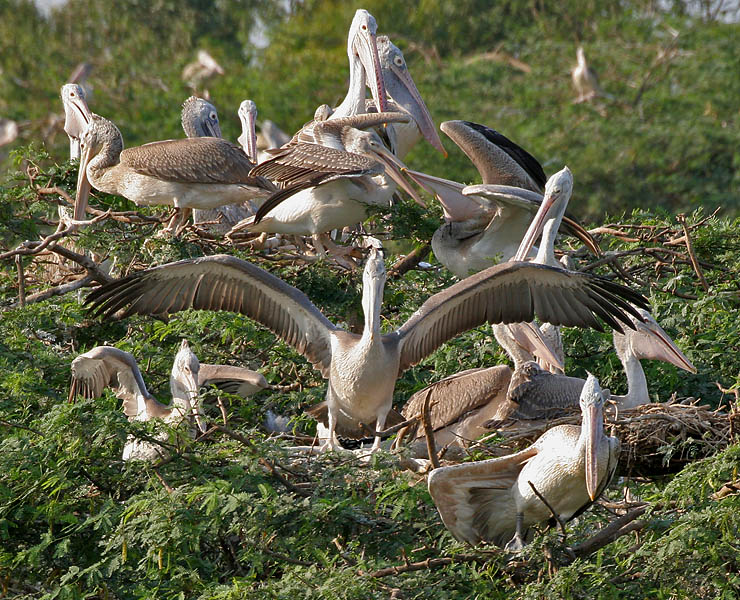